# Cazenovia (Wisconsin)
Cazenovia ist eine Gemeinde (mit dem Status „Village“) im Richland County und zu einem kleinen Teil im Sauk County im US-amerikanischen Bundesstaat Wisconsin. Im Jahr 2010 hatte Cazenovia 318 Einwohner.

## Geografie
Cazenovia liegt im Südwesten Wisconsins am Lee Lake. Der am Mississippi gelegene Schnittpunkt der drei Bundesstaaten Minnesota, Iowa und Wisconsin befindet sich 110 km westlich.
Die geografischen Koordinaten von Cazenovia sind 43°31′23″ nördlicher Breite und 90°11′46″ westlicher Länge. Das Gemeindegebiet erstreckt sich über eine Fläche von 2,54 km².
Nachbarorte von Cazenovia sind Wonewoc (20,5 km nördlich), La Valle (11 km nordöstlich), Ironton (6,2 km ostnordöstlich), Reedsburg (19,5 km östlich) und Lime Ridge (10,2 km südöstlich).
Die nächstgelegenen größeren Städte sind La Crosse (112 km westnordwestlich), Wisconsins Hauptstadt Madison (118 km südöstlich), Rockford in Illinois (213 km südsüdöstlich), die Quad Cities in Iowa und Illinois (276 km südlich) und Cedar Rapids in Iowa (278 km südwestlich).

## Verkehr
Der Wisconsin State Highway 58 verläuft in Nord-Süd-Richtung als Hauptstraße durch Cazenovia. Alle weiteren Straßen sind untergeordnete Landstraßen, teils unbefestigte Fahrwege sowie innerörtliche Verbindungsstraßen.
Die nächsten Flughäfen sind der La Crosse Regional Airport (121 km nordwestlich), der Dubuque Regional Airport in Dubuque, Iowa (164 km südsüdwestlich) und der Dane County Regional Airport in Wisconsins Hauptstadt Madison (109 km ostsüdöstlich).

## Bevölkerung
Nach der Volkszählung im Jahr 2010 lebten in Cazenovia 318 Menschen in 135 Haushalten. Die Bevölkerungsdichte betrug 125,2 Einwohner pro Quadratkilometer. In den 135 Haushalten lebten statistisch je 2,33 Personen.
Ethnisch betrachtet setzte sich die Bevölkerung zusammen aus 98,1 Prozent Weißen sowie 0,6 Prozent Asiaten; 1,3 Prozent stammten von zwei oder mehr Ethnien ab. Unabhängig von der ethnischen Zugehörigkeit waren 1,6 Prozent der Bevölkerung spanischer oder lateinamerikanischer Abstammung.
23,6 Prozent der Bevölkerung waren unter 18 Jahre alt, 56,0 Prozent waren zwischen 18 und 64 und 20,4 Prozent waren 65 Jahre oder älter. 51,3 Prozent der Bevölkerung war weiblich.
Das mittlere jährliche Einkommen eines Haushalts lag bei 38.088 USD. Das Pro-Kopf-Einkommen betrug 22.064 USD. 12,7 Prozent der Einwohner lebten unterhalb der Armutsgrenze.